# Cotesia amphipyrae
Cotesia amphipyrae är en stekelart som först beskrevs av Watanabe 1934.  Cotesia amphipyrae ingår i släktet Cotesia och familjen bracksteklar. Inga underarter finns listade i Catalogue of Life.